# جواز سفر فلبيني
جواز السفر الفلبيني يعد وثيقة سفر ووثيقة هوية وطنية أيضا لانه لايوجد نظام بطاقة الهوية الوطنية في الفلبين ويصدر لمواطني الفلبين. الجواز يصدر عن وزارة الشؤون الخارجية والبعثات الدبلوماسية الفلبينية في الخارج، مع بعض الاستثناءات.
بدأت وزارة الخارجية بإصدار جوازات السفر المقروء آليًا في 17 سبتمبر 2007 وجوازات سفر إلكترونية في 11 أغسطس 2009. ولا تزال جوازات السفر ذات الغطاء الأخضر غير الإلكترونية سارية المفعول حتى انتهاء صلاحيتها. تُطبع جوازات السفر الفلبينية في مصنع في مالفار، باتانجاس.

## التاريخ
قبل وصول الإسبان إلى جزر الفلبين ، كان السكان الأصليون يسافرون بحرية داخل الجزر وإلى الدول الآسيوية المجاورة. خلال الاستعمار الإسباني للفلبين أصدر الإسبان وثيقة سفر إلى الفلبين تسمى تشابا، والذي استخدمه السكان الأصليون من القرن السادس عشر إلى القرن السابع عشر.
أصدرت جوازات السفر الفلبينية بعد حصول الفليبن على الاستقلال عن الولايات المتحدة في عام 1946. وصدرت أوامر بطباعة جوازات السفر باللغة الفلبينية لأول مرة في عهد الرئيس ديوسدادو ماكاباغال، ولكن نفذ لاحقًا في عهد خليفته فرديناند ماركوس. حاليًا يطبع الجواز باللغة الفلبينية والإنجليزية.
ينظم قانون جوازات السفر الفلبينية لعام 1996 إصدار جوازات السفر ووثائق السفر الفلبينية.تصدر جوازات السفر الفلبينية فقط للمواطنين الفلبينيين ، بينما يمكن إصدار وثائق السفر (بموجب المادة 13) للمواطنين الذين فقدوا جوازات سفرهم في الخارج وكذلك للمقيمين الدائمين الذين لا يمكنهم الحصول على جوازات سفر أو وثائق سفر من دول أخرى.
في 1 مايو 1995 وضعت أغطية خضراء على جوازات السفر العادية لأول مرة وأدخلت الرموز الشريطية في جوازات السفر في عام 2004. أصدر جواز السفر المقرؤء آليًا لأول مرة إلى في 17 سبتمبر 2007.
في 2 أغسطس 2017 وافق الرئيس رودريغو دوتيرتي على القانون الجمهوري 10928، والذي يمدد صلاحية جواز السفر من 5 سنوات إلى 10 سنوات. وقع وزير الخارجية ألان كايتانو على القواعد واللوائح التنفيذية لقانون جوازات السفر الفلبيني الجديد في 27 أكتوبر 2017. نفذ القانون في 1 يناير 2018.

## أنواع

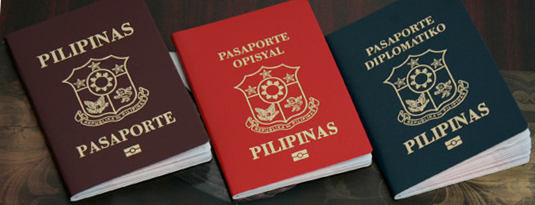
الإصدارات الأولى من جواز السفر الإلكتروني الفلبيني. من اليسار إلى اليمين: عادي، رسمي، دبلوماسي.

هناك ثلاثة أنواع من جوازات السفر الفلبينية صادرة عن وزارة الخارجية.

### عادي
يصدر جواز سفر عادي لأي مواطن فلبيني يتقدم بطلب للحصول على جواز سفر فلبيني. هو النوع الأكثر شيوعًا من جوازات السفر الصادرة ويستخدم لجميع رحلات السفر للمواطنين الفلبينيين والسفر غير الرسمي من قبل مسؤولي الحكومة الفلبينية.

### رسمي
يتصدر جواز سفر رسمي لأعضاء الحكومة الفلبينية لاستخدامه في الأعمال الرسمية وكذلك لموظفي المناصب الدبلوماسية الفلبينية بالخارج ممن ليسوا أعضاء في السلك الدبلوماسي. وهو ثاني جواز سفر يصدر لرئيس الجمهورية ولأسرته. لا يتمتع حامل هذا الجواز بالحصانة الدبلوماسية. يُحظر على المسؤولين الحكوميين استخدام جوازات السفر الرسمية في الأعمال غير الرسمية وبالتالي لديهم أيضًا جوازات سفر عادية. جواز السفر هذا أحمر. وهو صالح لمدة 6 أشهر.

### دبلوماسي
يصدر جواز سفر دبلوماسي لأعضاء السلك الدبلوماسي الفلبيني وأعضاء مجلس الوزراء ومندوبي الفلبين في المنظمات الدولية والإقليمية. وهو أول جواز سفر يصدر لرئيس الجمهورية ولأسرته. هذا الجواز له غطاء أزرق غامق ويتمتع حامله بالحصانة الدبلوماسية.

### أخرى

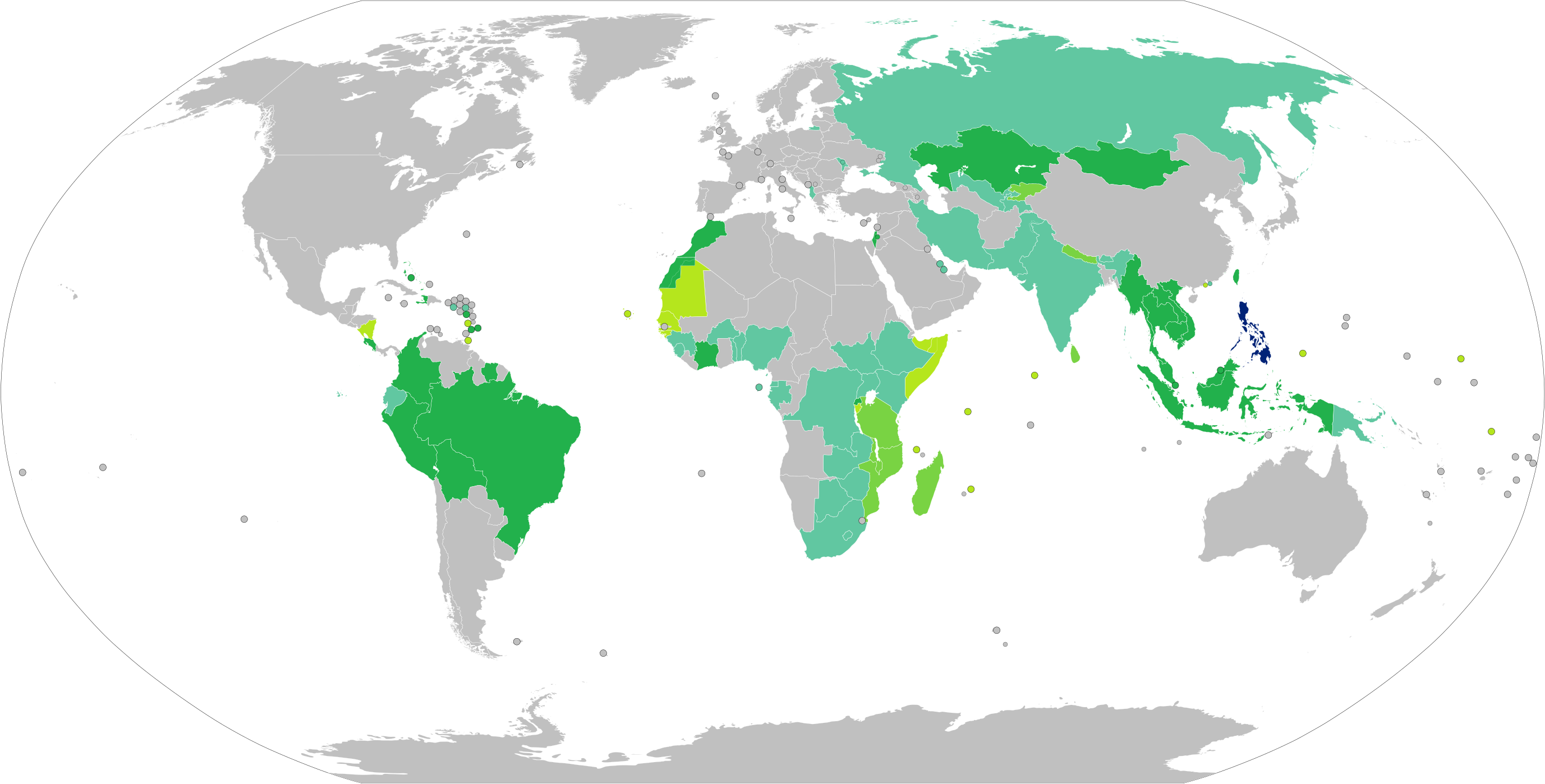
البلدان والأقاليم التي لا تفرض تأشيرة أو تطلب تأشيرة دخول عند الوصول للجهة، لحاملي جوازات السفر الفلبينية العادية.

عندما اقترضت سنغافورة نسرين فلبينيين في يونيو 2019 أصدر لهما جوازات سفر. لم تكن تلك جوازات السفر صالحة كوثيقة سفر وهي مجرد رمز للتعبير بأن الطيور لا تزال ممتلكات حكومية.

## متطلبات التأشيرة
اعتبارًا من 13 أبريل 2021 كان مواطنوا الفلبينيون يتمتعون بدخول 67 دولة وإقليم بدون تأشيرة أو تأشيرة عند الوصول، مما جعل جواز السفر الفلبيني يحتل المرتبة 76 من حيث حرية السفر وفقًا مؤشر هينلي لجوازات السفر.